# Nazar Wołoszyn
Nazar Ihorowycz Wołoszyn, ukr. Назар Ігорович Волошин (ur. 17 czerwca 2003 w Krzemieńczuku) – ukraiński piłkarz występujący na pozycji pomocnika w klubie Dynamo Kijów.

## Kariera klubowa
Wychowanek klubów Metalist Charków i Dynamo Kijów, barwy których bronił w juniorskich mistrzostwach Ukrainy (DJuFL). Karierę piłkarską rozpoczął 7 września 2019 roku w juniorskiej drużynie juniorskiej Dynama Kijów U-17. 17 lipca 2022 został wypożyczony do Krywbasu Krzywy Róg, w składzie którego 23 sierpnia 2022 zadebiutował w Premier-lidze w przegranym 0:1 meczu z Kołosem Kowaliwka. Na początku 2023 wrócił do Dynama.

## Kariera reprezentacyjna
Występował w juniorskiej i młodzieżowej reprezentacjach Ukrainy.

## Sukcesy

### Sukcesy klubowe
Dynamo Kijów U-19
- wicemistrz Ukrainy U-19: 2021/22

### Sukcesy indywidualne
- Golden talent of Ukraine: 2022 (U-19)